# Antoine Baumé
Pour les articles homonymes, voir Baumé.
Antoine Baumé est un pharmacien et chimiste français, né à Senlis le 26 février 1728, mort le 15 octobre 1804 à Paris.

## Biographie
Antoine Baumé naît au sein d’une famille d’aubergistes et commence à travailler à 13 ans chez un apothicaire de Compiègne. En 1745, il poursuit comme apprenti dans une pharmacie parisienne dans l'officine du célèbre Étienne-François Geoffroy, dit Geoffroy l'Aîné. En décembre 1751 il est reçu maître apothicaire.
Entré comme professeur de chimie au Collège de France en 1752, il met sur pied en 1757 avec Pierre Joseph Macquer un cours de chimie, dont il sera le démonstrateur jusqu'en 1773, et fait de nombreuses expériences sur les sujets les plus divers : préparation du mercure, cristallisation des sels, fabrication de la porcelaine, teinture de tissus, conservation du blé, dorure des pièces d'horlogerie, etc. Il contribuera par plusieurs articles sur la chimie avec Philippe Macquer à la publication d'un dictionnaire encyclopédique : Dictionnaire portatif des arts et métiers,, ouvrage préfacé par Pierre Joseph Macquer, frère de Philippe.
En 1767, ce chimiste spécialiste des saumures met au point des méthodes de production à grande échelle et dirige la première fabrique française qui commercialise du sel ammoniac ou salmiac. Il consacra au progrès de la science une fortune acquise par son travail, et en 1773 devint membre de l'Académie des sciences, dont il deviendra pensionnaire en 1785. Il est l'auteur de nombreux mémoires et articles sur les sujets les plus divers, estimés à son époque. Ruiné par la Révolution, il retrouve une carrière industrielle et commerciale qu'il avait abandonnée en 1787 avec l'arrêt d'activité de sa fabrique chimique. Il est élu associé à l'Institut de France en 1796, lors de sa réorganisation, mais son attachement à la théorie du phlogistique empêche qu'il y accède à un grade plus élevé.

## Œuvres scientifiques

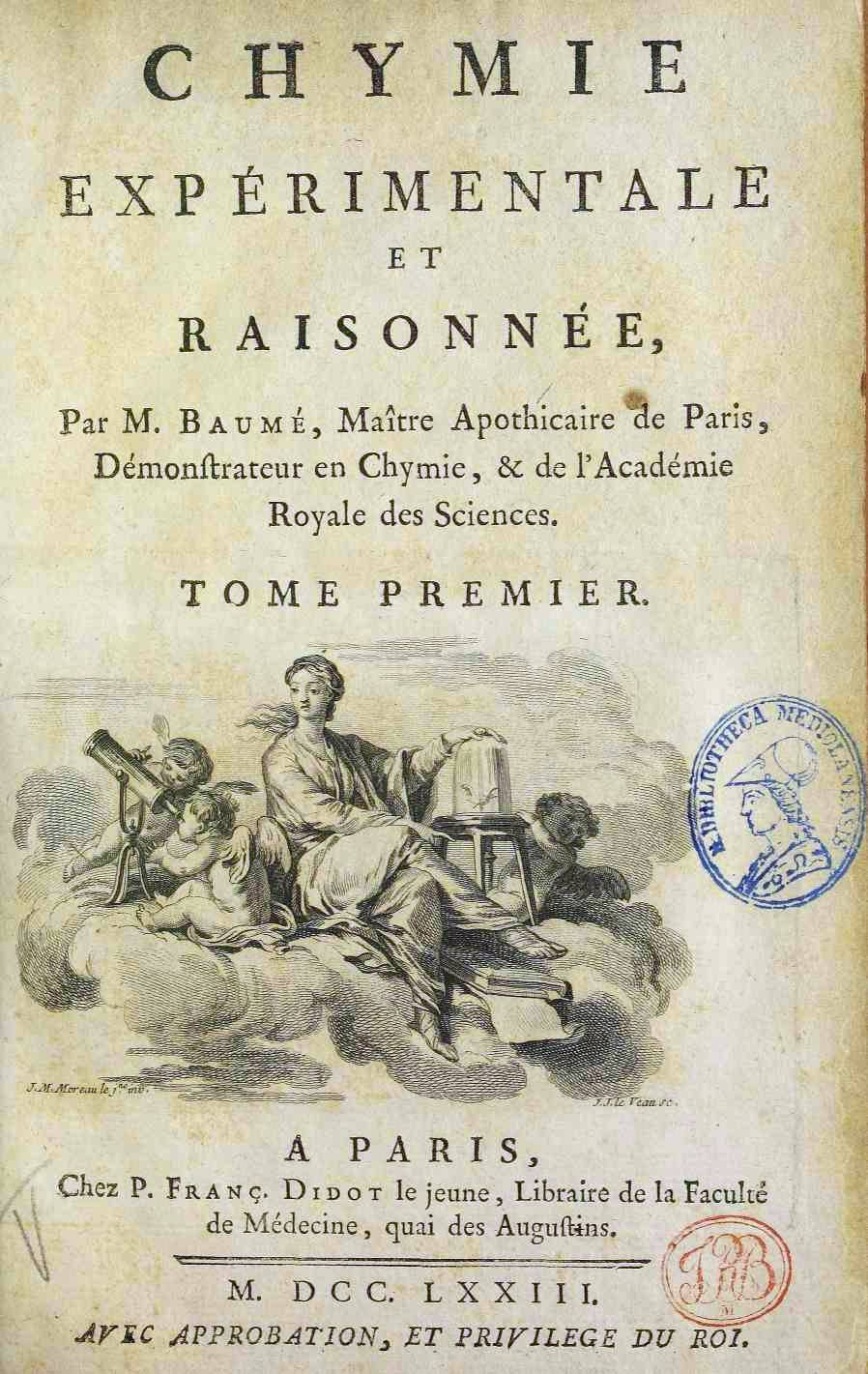
Chymie expérimentale et raisonnée, tome 1e, 1773

On lui doit plusieurs inventions utiles aux arts, plusieurs procédés de teinture et de dorure ; il parvint à rendre les thermomètres comparables, et inventa l'aréomètre (du grec αραιός, peu dense, et μετρον, mesure) ainsi que l'échelle associée qui porte son nom : le degré Baumé. Cet hydromètre à poids constant permet de mesurer la concentration de n'importe quelle solution. La graduation en degré Baumé (°Bé) est arbitraire et n'est valable qu'à une température donnée (le poids spécifique d'une solution varie avec la température), d'où la nécessité d'avoir des tables de correction en fonction de la température.
Il était partisan des doctrines chimiques de Stahl et adversaire de la révolution opérée dans la science par Lavoisier. Son acharnement à défendre la théorie du phlogistique dans cette époque de révolution scientifique lui nuira beaucoup.
Dans l'édition de 1795 de ses Éléments de pharmacie théorique et pratique, il tente de démontrer que l'eau n'est pas composée d'hydrogène et d'oxygène en réfutant les expériences de Lavoisier et Laplace.
Néanmoins il convient de situer Antoine Baumé dans son contexte historique. Il n'était pas particulièrement rétrograde puisque dans son ouvrage Chymie expérimentale et raisonnée (Volume 3) de 1773, il s'élève contre la pierre philosophale qui serait le remède à tous les maux et contre les alchimistes : « On a mis entre ces deux genres d’artistes (Chymistes et Alchymistes) la même distinction qu’entre les Astronomes et les Astrologues. On connoît le ridicule justement appliqué à l’astrologie ; mais le ridicule de l’Alchymie n’est pas aussi universellement reconnu : beaucoup de personnes sont encore dupes de la croyance qu’elles donnent à l’Alchymie. »

## Source
Cet article comprend des extraits du Dictionnaire Bouillet. Il est possible de supprimer cette indication, si le texte reflète le savoir actuel sur ce thème, si les sources sont citées, s'il satisfait aux exigences linguistiques actuelles et s'il ne contient pas de propos qui vont à l'encontre des règles de neutralité de Wikipédia.
- Thierry Thomasset, « Antoine Baumé », sur Tout sur les unités de mesure (UTC) : Biographie et description du "degré Baumé"